# Herentals
Herentals – miasto w Belgii, w Regionie Flamandzkim, w prowincji Antwerpia, w okręgu Turnhout. 1 stycznia 2024 roku liczyła 28 865 mieszkańców.

## Demografia
- Źródła: NIS, od 1806 do 1981= według spisu; od 1990 liczba ludności w dniu 1 stycznia

1 stycznia 2024 całkowita populacja Herentals liczyła 28 806 osób. Łączna powierzchnia gminy wynosi 47,95 km², co daje gęstość zaludnienia 602 mieszkańców na km².

## Osoby

### urodzone w Herentals
- Ellen Bollansee, kolarka BMX.

## Podział administracyjny
W skład gminy wchodzą dwie dzielnice (deelgemeente):
- Morkhoven
- Noorderwijk

## Współpraca
Miejscowości partnerskie:
- IJsselstein, Niderlandy